# Tubularia
Genre
Tubularia est un genre d'hydrozoaires de la famille des Tubulariidae.

## Liste d'espèces
Selon Catalogue of Life (14 décembre 2020) :
- Tubularia acadiae Petersen, 1990
- Tubularia amoyensis (Hargitt, 1927)
- Tubularia asymmetrica Bonnevie, 1898
- Tubularia aurea Fraser, 1936
- Tubularia couthouyi L. Agassiz, 1862
- Tubularia harrimani Nutting, 1901
- Tubularia hodgsoni Hickson & Gravely, 1907
- Tubularia indivisa Linnaeus, 1758
- Tubularia longstaffi Hickson & Gravely, 1907
- Tubularia regalis Boeck, 1860